# Academia de Artes y Ciencias Cinematográficas de la Argentina

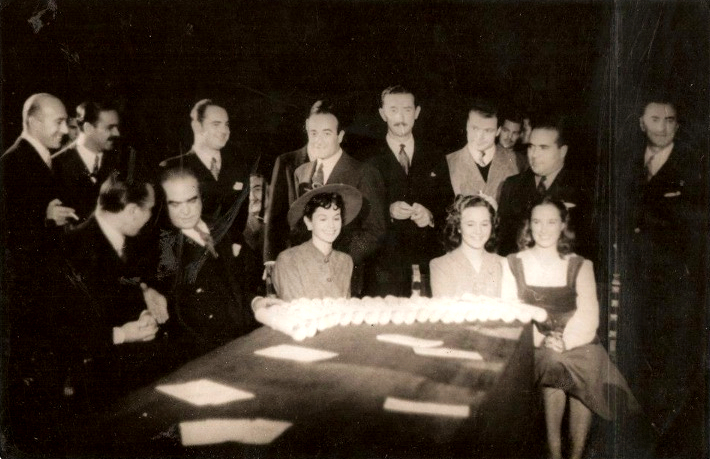
Vista de la primera entrega de los Premios Anuales de la Academia en 1942, con Orson Welles, Enrique Muiño, Delia Garcés, María Duval y Mirtha Legrand (sentados); Mario Soffici, Luis Saslavsky, Francisco Mugica y Sebastián Chiola (de pie).

La Academia de Artes y Ciencias Cinematográficas de la Argentina fue una institución que tenía por objeto el mejoramiento del cine argentino que se fundó el 22 de noviembre de 1941 y funcionó hasta que fue disuelta en 1955. Es el antecedente de la actual Academia de las Artes y Ciencias Cinematográficas de la Argentina, fundada en 2004.

## Historia
Los críticos de cine Manuel Peña Rodríguez, que ese año había fundado el Museo Cinematográfico Argentino, y Chas de Cruz, un miembro adherente del Museo, bosquejaron en base al conocimiento personal de la Academia de Artes y Ciencias Cinematográficas de Hollywood que habían adquirido en sus viajes como periodistas el camino para formar una similar en el país.
El plan requería primer término agrupar separadamente a los miembros de cada especialidad, formando las que pasarían a ser ramas de la Academia, tarea ardua porque sólo había asociaciones de Productores, Exhibidores y Actores, o sea que faltaban las de Directores, Directores de Fotografía, Sonidistas, Periodistas, Argumentistas, Adaptadores, Músicos, Escenógrafos y Laboratorios. Con paciencia, buenos modos y entusiasmo lograron ese objetivo, así como la designación por cada rama de los delegados que reunidos en la sede del Museo, Ríobamba 423, el 22 de noviembre de 1941 fundaron la Academia y eligieron autoridades: presidente, Mario Soffici; vicepresidente, Manuel Peña Rodríguez; secretarios, Chas de Cruz y Connio Santini; junta de gobierno, Alberto de Zavalía, Sebastián Chiola, Luis César Amadori, Hugo Mac Dougall, Ulyses Petit de Murat y Sebastián M. Naón.
Otros delegados que estaban presentes y no ocuparon ningún cargo fueron el director Francisco Mugica, el director de fotografía Alberto Etchebehere, el sonidista Jorge Di Lauro, los actores Enrique Serrano, Paulina Singerman, Mecha Ortiz y Nicolás Fregues, el exhibidor Marcos Sánchez, los periodistas Luis María Álvarez y Raimundo Calcagno, los productores Atilio Mentasti, Miguel Machinandiarena y Olegario Ferrando, los argumentistas Sixto Pondal Ríos y Ramón Gómez Masía, el músico Alejandro Gutiérrez del Barrio y el escenógrafo Ralph Pappier.

## Objetivos
Conforme sus estatutos la Academia "funcionará con carácter representativo y con fines exclusivamente artísticos, técnicos, culturales y sociales en cuanto se refiere a la aglutinación de la gran familia cinematográfica y el establecimiento de su prestigio. Se entenderá por tales, aparte de aquellos que el organismo juzgue oportuno agregar, la otorgación anual de premios a las labores generales y especializadas más notables dentro de la producción cinematográfica argentina en la forma que se determine; el estímulo de las artes y ciencias cinematográficas mediante su estudio, experimentación, debate y práctica; el fomento de las relaciones entre las diversas ramas necesarias a los espectáculos de la pantalla y con las entidads similares del extranjero; las investigaciones de orden técnico; la valorización de las contricuione del cinemtógrafo a la cultura y conservación del régimen democrático de acuerdo con las leyes del país, complemento indispensable para la subsistencia y crecimiento del cinematógrafo. La Academia ...no podrá tener carácter comercial, ni podrá intervenir en pleitos interreligiosos, intergremiales o políticos."
Con el avance del gobierno peronista en el poder, la Academia fue adquiriendo un matiz cada vez más politizado y hubo quienes acusaron que directivos de la misma recibían favores del Estado en materia de créditos y película virgen (que escaseaba ya desde la guerra), tal como por ejemplo se sugiere en el filme Ay, Juancito, de Héctor Olivera. El gobierno surgido del golpe de Estado de septiembre de 1955 dispuso la disolución de esa Academia y en 2004 se fundó la actual entidad Academia de las Artes y Ciencias Cinematográficas de la Argentina.

## Premios anuales
Los premios, denominados Cóndor Académico comenzaron a otorgarse a partir de la producción de 1941 y a esa primera ceremonia asistió el actor estadounidense Orson Welles.
| Año  | Mejor Película                                                              | Productora                                                               |   |
| ---- | --------------------------------------------------------------------------- | ------------------------------------------------------------------------ | - |
| 1941 | Los martes orquídeas                                                        | Lumiton                                                                  |   |
| 1942 | La guerra gaucha                                                            | Artistas Argentinos Asociados                                            |   |
| 1943 | Juvenilia                                                                   | Estudios San Miguel                                                      |   |
| 1944 | Su mejor alumno                                                             | Artistas Argentinos Asociados                                            |   |
| 1945 | La dama duende                                                              | Estudios San Miguel                                                      |   |
| 1946 | Celos                                                                       | Argentina Sono Film                                                      |   |
| 1947 | Albéniz                                                                     | Argentina Sono Film                                                      |   |
| 1948 | Dios se lo pague                                                            | Argentina Sono Film                                                      |   |
| 1949 | Almafuerte                                                                  | Argentina Sono Film                                                      |   |
| 1950 | Nacha Regules                                                               | Argentina Sono Film                                                      |   |
| 1951 | Los isleros                                                                 | Estudios San Miguel                                                      |   |
| 1952 | Las aguas bajan turbias                                                     | Hugo del Carril-Barbieri                                                 |   |
| 1953 | La mujer de las camelias                                                    | Argentina Sono Film                                                      |   |
| Año  | Mejor Dirección                                                             | Película                                                                 |   |
| 1941 | Luis Saslavsky                                                              | Historia de una noche                                                    |   |
| 1942 | Lucas Demare                                                                | La guerra gaucha                                                         |   |
| 1943 | Mario Soffici                                                               | Tres hombres del río                                                     |   |
| 1944 | Lucas Demare                                                                | Su mejor alumno                                                          |   |
| 1947 | Luis César Amadori                                                          | Albéniz                                                                  |   |
| 1948 | Luis César Amadori                                                          | Dios se lo pague                                                         |   |
| 1949 | Daniel Tinayre                                                              | Danza del fuego                                                          |   |
| 1950 | Luis César Amadori                                                          | Nacha Regules                                                            |   |
| 1951 | Lucas Demare                                                                | Los isleros                                                              |   |
| 1952 | Hugo del Carril                                                             | Las aguas bajan turbias                                                  |   |
| 1953 | Ernesto Arancibia                                                           | La mujer de las camelias                                                 |   |
| Año  | Mejor Argumento Original                                                    | Película                                                                 |   |
| 1941 | Sixto Pondal Ríos y Carlos Olivari                                          | Los martes orquídeas                                                     |   |
| 1942 | Hugo Mac Dougall                                                            | Malambo                                                                  |   |
| 1943 | Rodolfo González Pacheco, Hugo Mac Dougall y Eliseo Montaine                | Tres hombres del río                                                     |   |
| 1944 | Ulyses Petit de Murat y Homero Manzi                                        | Su mejor alumno                                                          |   |
| 1947 | Alejandro Verbitzky y Emilio Villalba Welsh                                 | El retrato                                                               |   |
| 1948 | Ulyses Petit de Murat                                                       | Tierra del Fuego                                                         |   |
| 1949 | Pedro Miguel Obligado y Belisario García Villar                             | Almafuerte                                                               |   |
| 1950 | Homero Manzi                                                                | El último payador                                                        |   |
| 1951 | Sixto Pondal Ríos y Carlos Olivari                                          | Pasó en mi barrio                                                        |   |
| 1952 | Rodolfo M. Taboada                                                          | Rescate de sangre                                                        |   |
| 1953 | Sixto Pondal Ríos y Carlos Olivari                                          | Dock Sud                                                                 |   |
| Año  | Mejor Adaptación                                                            | Película                                                                 |   |
| 1941 | Luis Saslavsky y Carlos Adén                                                | Historia de una noche                                                    |   |
| 1942 | Ulyses Petit de Murat y Homero Manzi                                        | La guerra gaucha                                                         |   |
| 1943 | Pedro E. Pico                                                               | Juvenilia                                                                |   |
| 1944 | Alejandro Verbitsky y Emilio Villalba Welsh                                 | El deseo                                                                 |   |
| 1947 | Carlos Borcosque                                                            | Corazón                                                                  |   |
| 1948 | Pedro Miguel Obligado                                                       | Historia de una mala mujer                                               |   |
| 1949 | Ariel Cortazzo y Enrique Cahen Salaberry                                    | Avivato                                                                  |   |
| 1950 | Lucas Demare                                                                | La culpa la tuvo el otro                                                 |   |
| 1951 | Lucas Demare y Ernesto L. Castro                                            | Los isleros                                                              |   |
| 1952 | Alejandro Casona                                                            | Si muero antes de despertar                                              |   |
| 1953 | Abel Santa Cruz                                                             | La mejor del colegio                                                     |   |
| Año  | Mejor Actriz Protagonista                                                   | Película                                                                 |   |
| 1941 | Delia Garcés                                                                | Veinte años y una noche                                                  |   |
| 1942 | Delia Garcés                                                                | Malambo                                                                  |   |
| 1943 | Amelia Bence                                                                | Todo un hombre                                                           |   |
| 1944 | Mirtha Legrand                                                              | La pequeña señora de Pérez                                               |   |
| 1947 | Amelia Bence                                                                | A sangre fría                                                            |   |
| 1948 | Zully Moreno                                                                | Dios se lo pague                                                         |   |
| 1949 | Amelia Bence                                                                | Danza del fuego                                                          |   |
| 1950 | Tita Merello                                                                | Arrabalera                                                               |   |
| 1951 | Tita Merello                                                                | Los isleros                                                              |   |
| 1952 | Mirtha Legrand                                                              | La de los ojos color del tiempo                                          |   |
| 1953 | Zully Moreno                                                                | La mujer de las camelias                                                 |   |
| Año  | Mejor Actor Protagonista                                                    | Película                                                                 |   |
| 1941 | Enrique Muiño                                                               | El cura gaucho                                                           |   |
| 1942 | Francisco Petrone                                                           | La guerra gaucha                                                         |   |
| 1943 | Francisco Petrone                                                           | Todo un hombre                                                           |   |
| 1944 | Enrique Muiño                                                               | Su mejor alumno                                                          |   |
| 1947 | Pedro López Lagar                                                           | Albéniz                                                                  |   |
| 1948 | Arturo de Córdova                                                           | Dios se lo pague                                                         |   |
| 1949 | Narciso Ibáñez Menta                                                        | Almafuerte                                                               |   |
| 1950 | Luis Sandrini                                                               | La culpa la tuvo el otro                                                 |   |
| 1951 | Mario Soffici                                                               | El extraño caso del hombre y la bestia                                   |   |
| 1952 | Francisco Martínez Allende                                                  | Facundo, el tigre de los llanos                                          |   |
| 1953 | Enrique Muiño                                                               | Caballito criollo                                                        |   |
| Año  | Mejor Actriz de Reparto                                                     | Película                                                                 |   |
| 1941 | Amelia Bence                                                                | La casa de los cuervos                                                   |   |
| 1942 | Alita Román                                                                 | Concierto de almas                                                       |   |
| 1943 | Leticia Scuri                                                               | Tres hombres del río                                                     |   |
| 1947 | Sabina Olmos                                                                | La gata                                                                  |   |
| 1948 | Sabina Olmos                                                                | Tierra del Fuego                                                         |   |
| 1949 | Eva Caselli                                                                 | Almafuerte                                                               |   |
| 1950 | Diana Maggi                                                                 | Nacha Regules                                                            |   |
| Año  | Mejor Actor de Reparto                                                      | Película                                                                 |   |
| 1941 | Sebastián Chiola                                                            | Historia de una noche                                                    |   |
| 1942 | Ernesto Vilches                                                             | Su primer baile                                                          |   |
| 1943 | Orestes Caviglia                                                            | Casa de muñecas                                                          |   |
| 1947 | Alberto Bello                                                               | Madame Bovary                                                            |   |
| 1948 | Enrique Chaico                                                              | Dios se lo pague                                                         |   |
| 1949 | Alberto Closas                                                              | Danza del fuego                                                          |   |
| 1950 | Ricardo Trigo                                                               | Captura recomendada                                                      |   |
| Año  | Actuación destacada femenina                                                | Película                                                                 |   |
| 1951 | Malvina Pastorino                                                           | Sombras en la frontera                                                   |   |
| 1952 | Golde Flami                                                                 | Deshonra                                                                 |   |
| 1953 | Nelly Panizza                                                               | Mercado negro                                                            |   |
| Año  | Actuación destacada masculina                                               | Película                                                                 |   |
| 1951 | Santiago Gómez Cou                                                          | La orquídea                                                              |   |
| 1952 | Pedro Laxalt                                                                | Las aguas bajan turbias                                                  |   |
| 1953 | Eduardo Cuitiño                                                             | La pasión desnuda                                                        |   |
| Año  | Mejor Partitura Musical Original                                            | Película                                                                 |   |
| 1941 | Jean Gilbert                                                                | Novios para las muchachas                                                |   |
| 1942 | Alberto Ginastera                                                           | Malambo                                                                  |   |
| 1943 | Julián Bautista                                                             | Cuando florezca el naranjo                                               |   |
| 1944 | Julián Bautista                                                             | Cuando la primavera se equivoca                                          |   |
| 1947 | Julián Bautista                                                             | Mirad los lirios del campo                                               |   |
| 1948 | Alejandro Gutiérrez del Barrio                                              | Juan Moreira                                                             |   |
| 1949 | Alberto Ginastera                                                           | Nace la libertad                                                         |   |
| 1950 | Julián Bautista                                                             | La barca sin pescador                                                    |   |
| 1951 | Juan Ehlert                                                                 | La orquídea                                                              |   |
| 1952 | Alberto Ginastera                                                           | Facundo, el tigre de los llanos                                          |   |
| 1953 | Tito Ribero                                                                 | Del otro lado del puente                                                 |   |
| Año  | Mejor Escenografía                                                          | Película                                                                 |   |
| 1941 | Jorge Arancibia                                                             | Veinte años y una noche                                                  |   |
| 1942 | Ralph Pappier y Carlos Ferrarotti                                           | En el viejo Buenos Aires                                                 |   |
| 1943 | Gori Muñoz                                                                  | Juvenilia                                                                |   |
| 1944 | Ralph Pappier                                                               | Su mejor alumno                                                          |   |
| 1947 | Gori Muñoz                                                                  | La copla de la Dolores                                                   |   |
| 1948 | Gori Muñoz                                                                  | Historia de una mala mujer                                               |   |
| 1949 | Álvaro Durañona y Vedia                                                     | Danza del fuego                                                          |   |
| 1950 | Abel López Chas                                                             | Escuela de campeones                                                     |   |
| 1951 | Gori Muñoz                                                                  | Sangre negra                                                             |   |
| 1952 | Álvaro Durañona y Vedia                                                     | Deshonra                                                                 |   |
| 1953 | Gori Muñoz                                                                  | Un ángel sin pudor                                                       |   |
| Año  | Mejor Director de fotografía                                                | Película                                                                 |   |
| 1941 | Alberto Etchebehere                                                         | Historia de una noche                                                    |   |
| 1942 | José Suárez, Roque Funes y Antonio Merayo                                   | Malambo                                                                  |   |
| 1943 | Francis Boeniger                                                            | Tres hombres del río                                                     |   |
| 1944 | Bob Roberts                                                                 | Su mejor alumno                                                          |   |
| 1947 | Pablo Tabernero                                                             | Siete para un secreto                                                    |   |
| 1948 | Antonio Merayo                                                              | Pasaporte a Río                                                          |   |
| 1949 | Humberto Peruzzi                                                            | Danza del fuego                                                          |   |
| 1950 | Alberto Etchebehere                                                         | Nacha Regules                                                            |   |
| 1951 | Antonio Merayo                                                              | Sangre negra                                                             |   |
| 1952 | Alberto Etchebehere                                                         | Deshonra                                                                 |   |
| 1953 | Antonio Merayo                                                              | La mujer de las camelias                                                 |   |
| Año  | Mejor Sonido                                                                | Película                                                                 |   |
| 1941 | Ramón Ator                                                                  | Los afincaos                                                             |   |
| 1942 | Jorge Di Lauro y Alfredo Pablo Murúa                                        | La guerra gaucha                                                         |   |
| 1943 | Ramón Ator                                                                  | Juvenilia                                                                |   |
| 1944 | Ramón Ator                                                                  | Su mejor alumno                                                          |   |
| Año  | Mejor Compaginación                                                         | Película                                                                 |   |
| 1941 | Carlos Rinaldi                                                              | Yo quiero morir contigo                                                  |   |
| 1942 | Carlos Rinaldi                                                              | La guerra gaucha                                                         |   |
| 1943 | José Cañizares                                                              | Juvenilia                                                                |   |
| 1944 | Carlos Rinaldi                                                              | Su mejor alumno                                                          |   |
| Año  | Mejor labor de producción individual                                        | Película                                                                 |   |
| 1947 | Luis Saslavsky                                                              | A sangre fría                                                            |   |
| Año  | Mejor interpretación infantil                                               | Película                                                                 |   |
| 1947 | Luis Zavalla                                                                | Corazón                                                                  |   |
| 1948 | Andresito Poggio                                                            | Pelota de trapo                                                          |   |
| 1949 | Panchito Lombard                                                            | Almafuerte                                                               |   |
| 1950 | Julio Esbrez                                                                | Surcos de sangre                                                         |   |
| Año  | Mejor Cámara                                                                | Película                                                                 |   |
| 1941 | Humberto Peruzzi                                                            | El cura gaucho                                                           |   |
| 1942 | Humberto Peruzzi                                                            | La guerra gaucha                                                         |   |
| 1943 | Leo Fleider                                                                 | Tres hombres del río                                                     |   |
| 1944 | Humberto Peruzzi                                                            | El muerto falta a la cita                                                |   |
| Año  | Mejor trabajo de investigación                                              | Motivo                                                                   |   |
| 1942 | Laboratorios Alex                                                           | Por su trabajo de cine de colores                                        |   |
| Año  | Mejor Película extranjera                                                   | Director                                                                 |   |
| 1941 | Hombres del mar                                                             | John Ford                                                                |   |
| Año  | Mejor Película corta                                                        | Director                                                                 |   |
| 1941 | Catamarca, la tierra de la Virgen del Valle                                 | Catrano Catrani                                                          | . |
| Año  | Mención especial                                                            | Motivo                                                                   |   |
| 1941 | Mirtha Legrand (actriz)                                                     | Los martes orquídeas                                                     |   |
| 1941 | María Duval (actriz)                                                        | Canción de cuna                                                          |   |
| 1941 | Nicolás Proserpio (montajista)                                              | Tigre                                                                    |   |
| 1941 | Disney (productora) - Leopold Stokowsky (director)                          | Fantasía                                                                 |   |
| 1943 | Mariana Martí (actriz)                                                      | Dieciséis años                                                           |   |
| 1947 | Pedro Miguel Obligado (guionista)                                           | Albéniz                                                                  |   |
| 1947 | Sabina Olmos (actriz)                                                       | Albéniz                                                                  |   |
| 1947 | Raúl Soldi (escenógrafo)                                                    | Albéniz                                                                  |   |
| 1947 | Guillermo Cases (director musical)                                          | Albéniz                                                                  |   |
| 1947 | Antonio Merayo (director de fotografía)                                     | Albéniz                                                                  |   |
| 1947 | Mario Fezia (operador de cámara)                                            | Albéniz                                                                  |   |
| 1947 | José María Paleo (sonidista)                                                | Albéniz                                                                  |   |
| 1947 | Jorge Garate (montajista)                                                   | Albéniz                                                                  |   |
| 1947 | Roque Giacovino (director de fotografía)                                    | Albéniz                                                                  |   |
| 1948 | Mario Soficci (director)                                                    | Tierra del Fuego                                                         |   |
| 1948 | Curt G. Lowe (productor)                                                    | Tierra del Fuego                                                         |   |
| 1948 | Armando Bo (actor)                                                          | Pelota de trapo                                                          |   |
| 1948 | Leo Fleider y Francisco Madrid                                              | Los pueblos dormidos                                                     |   |
| 1948 | Arturo S. Mom (director)                                                    | Cómo se hace una película argentina                                      |   |
| 1948 | Tulio Demicheli (guionista)                                                 | Dios se lo pague                                                         |   |
| 1948 | Alberto Etchebehere (director de fotografía)                                | Dios se lo pague                                                         |   |
| 1948 | Juan Ehlert (músico)                                                        | Dios se lo pague                                                         |   |
| 1948 | Mario Fezia (operador de cámara)                                            | Dios se lo pague                                                         |   |
| 1948 | Carlos Marín                                                                | Dios se lo pague                                                         |   |
| 1948 | Jorge Garate (montajista)                                                   | Dios se lo pague                                                         |   |
| 1948 | Roque Giacovino (director de fotografía)                                    | Dios se lo pague                                                         |   |
| 1948 | José Olarra (actor)                                                         | Por su trayectoria actoral                                               |   |
| 1949 | Luis Sandrini (actor)                                                       | Por su brillante actuación en el cine argentino                          |   |
| 1949 | Manuel Romero (director y guionista)                                        | Por su apreciable contribución al cine nacional                          |   |
| 1949 | Arturo S. Mom (director)                                                    | Por la primera película documental en colores Mar del Plata              |   |
| 1949 | Alberto Etchebehere (director de fotografía)                                | Almafuerte                                                               |   |
| 1949 | Alejandro Gutiérrez del Barrio (músico)                                     | Almafuerte                                                               |   |
| 1949 | Mario Fezia (operador de cámara)                                            | Almafuerte                                                               |   |
| 1949 | José María Paleo (sonidista)                                                | Almafuerte                                                               |   |
| 1949 | Jorge Garate (montajista)                                                   | Almafuerte                                                               |   |
| 1949 | Alberto Curchi (operador de cámara)                                         | Almafuerte                                                               |   |
| 1950 | Zully Moreno (actriz)                                                       | Nacha Regules                                                            |   |
| 1950 | Arturo de Córdova (actor)                                                   | Nacha Regules                                                            |   |
| 1950 | Gori Muñoz (escenógrafo)                                                    | Nacha Regules                                                            |   |
| 1950 | Juan Ehlert (músico)                                                        | Nacha Regules                                                            |   |
| 1950 | Mario Fezia (operador de cámara)                                            | Nacha Regules                                                            |   |
| 1950 | Carlos Marín (sonidista)                                                    | Nacha Regules                                                            |   |
| 1950 | Jorge Garate (montajista)                                                   | Nacha Regules                                                            |   |
| 1950 | Alberto Curchi (operador de cámara)                                         | Nacha Regules                                                            |   |
| 1951 | Película documental                                                         | Soñemos                                                                  |   |
| 1951 | Diana Myriam Jones                                                          | Soñemos                                                                  |   |
| 1951 | Federico Valle (productor)                                                  | Por su contribución al desarrollo inicial de la cinematografía argentina |   |
| 1952 | Secretaría de Prensa y Difusión de la Presidencia de la Nación (productora) | Eva Perón inmortal                                                       |   |
| 1952 | Daniel Tinayre (director)                                                   | Deshonra                                                                 |   |
| 1952 | Juan José Guthman (productor)                                               | Deshonra                                                                 |   |
| 1952 | Sucesos Argentinos, Noticiario Panamericano y Semanario Argentino           | Eva Perón inmortal                                                       |   |
| 1952 | Adrianita (actriz)                                                          | La melodía perdida                                                       |   |
| 1953 | Secretaría de Prensa y Difusión de la Presidencia de la Nación (productora) | Argentina de fiesta                                                      |   |
| 1953 | Paramount Film (mejor película extranjera)                                  | Antesala del infierno                                                    |   |
| 1953 | Carlos Thompson (protagonista)                                              | La mujer de las camelias                                                 |   |
| 1953 | Wassen Eisen (adaptador)                                                    | La mujer de las camelias                                                 |   |
| 1953 | José Serra (montajista)                                                     | La mujer de las camelias                                                 |   |
| 1953 | Mario Fezia (operador de cámara)                                            | La mujer de las camelias                                                 |   |
| 1953 | Carlos Marín (sonidista)                                                    | La mujer de las camelias                                                 |   |
| 1953 | Alberto Curchi (operador de cámara)                                         | La mujer de las camelias                                                 |   |